# Wang Yafan
Wang Yafan (chinesisch 王雅繁, Pinyin Wáng Yǎfán; * 30. April 1994 in Nanjing) ist eine chinesische Tennisspielerin.

## Karriere
Wang begann mit neun Jahren das Tennisspielen und bevorzugt Hartplätze. Auf der ITF Women’s World Tennis Tour gewann sie bislang elf Einzel- und sechs Doppeltitel. 2010 sammelte sie dort erste Profierfahrungen und konnte 2013 ihre ersten kleineren Titel bei Turnieren in Südkorea feiern.
Im Jahr darauf folgte in Phuket ihr erster Erfolg bei einem Turnier der $25.000-Kategorie. Aufgrund schneller Fortschritte erhielt Wang vom chinesischen Tennisverband im Anschluss zahlreiche Wildcards für die Teilnahme im Hauptfeld an Turnieren der WTA Challenger Series sowie der WTA-Tour, wobei sie in Guangzhou auf Anhieb ihr erstes Halbfinale erreichte, ehe sie im Halbfinale der späteren Siegerin Monica Niculescu mit 0:6 und 2:6 unterlag. Bei den Australian Open 2015 trat sie zum ersten Mal in der Qualifikation zur Endrunde eines Grand-Slam-Turniers an, wo sie jedoch in der Schlussrunde scheiterte, ebenso wie in der Qualifikation zu den großen chinesischen Turnieren in Wuhan und Peking.
Ihre ersten Erfolge auf der WTA-Tour hatte Wang jedoch im Doppel. In Kuala Lumpur holte sie an der Seite ihrer Landsfrau Liang Chen nach einem Endspielsieg über die Ukrainerinnen Julija Bejhelsymer und Olha Sawtschuk ihren ersten Titel. Bei den WTA Elite Trophy in Zhuhai, bei denen die beiden erst durch eine Wildcard ins Feld gerückt sind, triumphierten sie überraschend im Finale gegen das spanische Doppel Anabel Medina Garrigues und Arantxa Parra Santonja.
2016 konnte sie sich dann in Melbourne erstmals nach drei Siegen fürs Hauptfeld qualifizieren, verlor jedoch in der ersten Runde in drei Sätzen gegen Maria Sakkari. Ihr erster Hauptrundenerfolg bei einem Grand-Slam-Turnier gelang ihr in New York, als sie Alison Van Uytvanck in der ersten Runde in glatten Sätzen bezwang, bevor sie im Anschluss Lessja Zurenko unterlag. Auch bei den China Open in Peking gab sie nach überstandener Qualifikation ihren Einstand im Hauptfeld, wo sie nach einem glatten Sieg gegen Madison Brengle ebenfalls die zweite Runde erreichte. Wegen einer Verletzung, die sie sich Ende 2016 zugezogen hatte, konnte Wang mit Unterbrechungen erst im Juli wieder auf der ITF-Tour einstiegen. Dort gewann sie 2017 zwei weitere Titel in Tianjin und erstmals auch bei einem Turnier der $50.000-Kategorie in Liuzhou. Außerdem kam sie in Nanchang mit einer Wildcard ausgestattet bis ins Halbfinale, wo sie gegen Nao Hibino verlor.
Nach dem Erreichen eines weiteren WTA-Halbfinals in Taiwan sowie der vierten Runde in Miami nach Siegen gegen Markéta Vondroušová, Carla Suárez Navarro und Alison Riske, stieß Wang 2018 erstmals in die Top 100 der Weltrangliste vor. Ende des Jahres verteidigte sie erfolgreich ihren Titel in Liuzhou und schloss das Jahr erstmals in den Top 100 der Welt ab. Im Doppel gewann sie gemeinsam mit Duan Yingying bei den Taiwan Open 2018 ihren dritten WTA-Titel. In der folgenden Saison konnte sie sich mit konstanten Resultaten dauerhaft auf der WTA Tour etablieren. Nach einem weiteren Halbfinale zum Jahresbeginn in Shenzhen, wo sie erst von Aryna Sabalenka gestoppt werden konnte, feierte sie mit dem Triumph beim WTA-Turnier in Acapulco nach einem Dreisatzerfolg im Endspiel über Sofia Kenin ihren bislang größten Erfolg. In der Weltrangliste erstmals unter den Top 50 geführt, erreichte sie in Miami erneut das Achtelfinale und schlug dort mit Elina Switolina in der zweiten Runde erstmals eine Top-10-Spielerin. Nach durchwachseneren Resultaten zur Jahresmitte auf Sandplatz und Rasen, fand sie in Asien wieder zu ihrer starken Frühform zurück. So kam sie auch in Seoul in die Runde der letzten Vier und gewann sowohl in Wuhan als auch in Peking ein Match im Hauptfeld. 2019 konnte sie die Saison daher zum ersten Mal in den Top 50 der Welt beenden.
2016 feierte Wang ihr Debüt für die chinesische Fed-Cup-Mannschaft. Seitdem hat sie für ihr Land elf Begegnungen im Einzel und Doppel bestritten, von denen sie neun gewinnen konnte (Einzelbilanz 3:2). Im Doppel ist sie in sechs Partien bislang ungeschlagen.

## Turniersiege

### Einzel
| Nr. | Datum             | Turnier   | Kategorie         | Belag             | Finalgegnerin       | Ergebnis              |
| --- | ----------------- | --------- | ----------------- | ----------------- | ------------------- | --------------------- |
| 1.  | 6. Mai 2012       | Jakarta   | ITF $10.000       | Hartplatz         | Yang Zi             | 6:1, 6:3              |
| 2.  | 3. März 2013      | Sydney    | ITF $10.000       | Hartplatz         | Misa Eguchi         | 6:2, 6:0              |
| 3.  | 1. September 2013 | Yeongwol  | ITF $10.000       | Hartplatz         | Kim Sun-jung        | 6:1, 6:4              |
| 4.  | 8. September 2013 | Yeongwol  | ITF $10.000       | Hartplatz         | Lee Pei-chi         | 2:6, 6:1, 6:2         |
| 5.  | 12. Juli 2014     | Bangkok   | ITF $10.000       | Hartplatz         | Sabina Sharipova    | 6:3, 6:2              |
| 6.  | 19. Juli 2014     | Phuket    | ITF $25.000       | Hartplatz (Halle) | Xu Yifan            | 3:6, 6:2, 7:5         |
| 7.  | 26. Juli 2015     | Zhengzhou | ITF $25.000       | Hartplatz         | Duan Yingying       | 6:4, 6:4              |
| 8.  | 23. Juli 2017     | Tianjin   | ITF $25.000       | Hartplatz         | Zhu Lin             | 6:4, 6:2              |
| 9.  | 29. Oktober 2017  | Liuzhou   | ITF $60.000       | Hartplatz         | Nao Hibino          | 3:6, 6:4, 3:3 Aufgabe |
| 10. | 4. November 2018  | Liuzhou   | ITF $60.000       | Hartplatz         | Han Na-lae          | 6:4, 6:2              |
| 11. | 2. März 2019      | Acapulco  | WTA International | Hartplatz         | Sofia Kenin         | 2:6, 6:3, 7:5         |
| 12. | 20. Februar 2022  | Antalya   | WTA W25           | Sand              | Katharina Hobgarski | 7:5, 6:3              |
| 13. | 26. März 2023     | Canberra  | WTA W60           | Sand              | Olivia Gadecki      | 3:6, 6:2, 6:0         |
| 14. | 28. Mai 2023      | Karuizawa | WTA W25           | Rasen             | Haruka Kaji         | 6:0, 6:1              |
| 15. | 4. Juni 2023      | Tokio     | WTA W25           | Hartplatz         | Johanne Svendsen    | 6:1, 6:0              |
| 16. | 11. Juni 2023     | Luzhou    | WTA W25           | Hartplatz         | You Xiaodi          | 7:5, 6:2              |
| 17. | 9. Juli 2023      | Hongkong  | WTA W40           | Hartplatz         | Eudice Chong        | 6:2, 6:3              |
| 18. | 19. August 2023   | Stanford  | WTA Challenger    | Hartplatz         | Kamilla Rachimowa   | 6:2, 6:0              |

### Doppel
| Nr. | Datum             | Turnier      | Kategorie         | Belag             | Partnerin            | Finalgegnerinnen                               | Ergebnis           |
| --- | ----------------- | ------------ | ----------------- | ----------------- | -------------------- | ---------------------------------------------- | ------------------ |
| 1.  | 10. April 2010    | Ningbo       | ITF $10.000       | Hartplatz         | Yang Zhaoxuan        | Lu Jiaxiang Yang Zi-Jun                        | 1:6, 6:2, [10:4]   |
| 2.  | 8. Dezember 2012  | Bangkok      | ITF $10.000       | Hartplatz         | Wen Xin              | Kim Na-ri Lee Ye-ra                            | 7:5, 7:5           |
| 3.  | 15. Dezember 2010 | Bangkok      | ITF $10.000       | Hartplatz         | Wen Xin              | Huỳnh Phương Đài Trang Li Yihong               | 6:0, 6:3           |
| 4.  | 28. Juni 2014     | Xi’an        | ITF $50.000       | Hartplatz         | Lu Jiajing           | Liang Chen Yang Zhaoxuan                       | 6:3, 7:62          |
| 5.  | 7. März 2015      | Kuala Lumpur | WTA International | Hartplatz         | Liang Chen           | Julija Bejhelsymer Olha Sawtschuk              | 4:6, 6:3, [10:4]   |
| 6.  | 2. Mai 2015       | Gifu         | ITF $75.000       | Hartplatz         | Xu Yifan             | An-Sophie Mestach Emily Webley-Smith           | 6:2, 6:3           |
| 7.  | 8. November 2015  | Zhuhai       | WTA Elite Trophy  | Hartplatz         | Liang Chen           | Anabel Medina Garrigues Arantxa Parra Santonja | 6:4, 6:3           |
| 8.  | 15. November 2015 | Hua Hin      | WTA Challenger    | Hartplatz         | Liang Chen           | Varatchaya Wongteanchai Yang Zhaoxuan          | 6:3, 6:4           |
| 9.  | 7. Mai 2016       | Anning       | ITF $100.000      | Hartplatz         | Zhang Kailin         | Varatchaya Wongteanchai Yang Zhaoxuan          | 6:72, 7:62, [10:1] |
| 10. | 12. November 2017 | Hua Hin      | WTA Challenger    | Hartplatz         | Duan Yingying        | Dalila Jakupović Irina Chromatschowa           | 6:3, 6:3           |
| 11. | 4. Februar 2018   | Taipeh       | WTA International | Hartplatz (Halle) | Duan Yingying        | Nao Hibino Oksana Kalaschnikowa                | 7:64, 7:65         |
| 12. | 22. April 2018    | Zhengzhou    | WTA Challenger    | Hartplatz         | Duan Yingying        | Naomi Broady Yanina Wickmayer                  | 7:65, 6:3          |
| 13. | 10. Juni 2018     | Bol          | WTA Challenger    | Sand              | Mariana Duque Mariño | Silvia Soler Espinosa Barbora Štefková         | 6:3, 7:5           |
| 14. | 20. Mai 2023      | Kurume       | ITF W60           | Rasen             | Talia Gibson         | Funa Kozaki Junri Namigata                     | 6:3, 6:3           |

## Abschneiden bei Grand-Slam-Turnieren

### Einzel
| Turnier         | 2015 | 2016 | 2017 | 2018 | 2019 | 2020 | 2021 | 2022 | 2023 | 2024 | 2025 | Karriere |
| --------------- | ---- | ---- | ---- | ---- | ---- | ---- | ---- | ---- | ---- | ---- | ---- | -------- |
| Australian Open | Q3   | 1    | —    | Q2   | 2    | 1    | 1    | —    | —    | 3    | 2    | 3        |
| French Open     | Q2   | Q1   | —    | 1    | 1    | —    | Q1   | —    | —    | 2    |      | 2        |
| Wimbledon       | Q3   | Q2   | —    | 1    | 2    |      | 1    | —    | —    | 2    |      | 2        |
| US Open         | Q2   | 2    | Q2   | 2    | 1    | —    | —    | —    | 2    | AF   |      | AF       |

Zeichenerklärung: S = Turniersieg; F, HF, VF, AF = Einzug ins Finale / Halbfinale / Viertelfinale / Achtelfinale; 1, 2, 3 = Ausscheiden in der 1. / 2. / 3. Hauptrunde; Q1, Q2, Q3 = Ausscheiden in der 1. / 2. / 3. Qualifikationsrunde; nicht ausgetragen

### Doppel
| Turnier         | 2015 | 2016 | 2017 | 2018 | 2019 | 2020 | 2021 | 2022 | 2023 | 2024 | 2025 | Karriere |
| --------------- | ---- | ---- | ---- | ---- | ---- | ---- | ---- | ---- | ---- | ---- | ---- | -------- |
| Australian Open | —    | 2    | —    | 1    | 2    | 1    | 1    | —    | —    | 2    | 1    | 2        |
| French Open     | —    | 2    | —    | 1    | 2    | —    | 2    | —    | —    | 2    |      | 2        |
| Wimbledon       | 1    | 1    | —    | 1    | AF   |      | 1    | —    | —    | 2    |      | AF       |
| US Open         | —    | 1    | 2    | 1    | 1    | —    | —    | —    | —    | 1    |      | 2        |